# Canton (Mississippi)
Canton város az USA Mississippi államában, Madison megyében, melynek megyeszékhelye is. Lakosainak száma 10 948 fő (2020. április 1.).

## Népesség
A település népességének változása:
| Lakosok száma | 1963 | 13 189 | 13 218 | 10 948 |
|               | 1870 | 2010   | 2012   | 2020   |